# Iouri Pen
Pour les articles homonymes, voir Pen.
Iouri Pen, né le 5 juin 1854 à Novo-Alexandrovsk (actuel Zarasai en Lituanie) et mort le 1er mars 1937 à Vitebsk, est un peintre russe et biélorusse (à la suite des changements de frontières dans l'Empire russe), pédagogue, représentant éminent de la « renaissance juive » dans l'art du début du XXe siècle. Connu également comme professeur de Marc Chagall, pendant quelques mois, dans la jeunesse de ce dernier à Vitebsk et comme ami, quand Chagall revint de Paris et vécut à Vitebsk, empêché de retourner en France par la guerre 1914-1918.

## Nom
Juif de l'Empire russe, il s'appelle en russe Ioudel Moïchevitch Pen (Юдель Моисеевич Пэн) et en yiddish Judl Pen (יודל פּען). Une partie de ses tableaux est signée en hébreu, par exemple Vieux tailleur (1910). En hébreu contemporain, le nom de Judl (ou Ioudel) correspond à Yehuda.

## Biographie

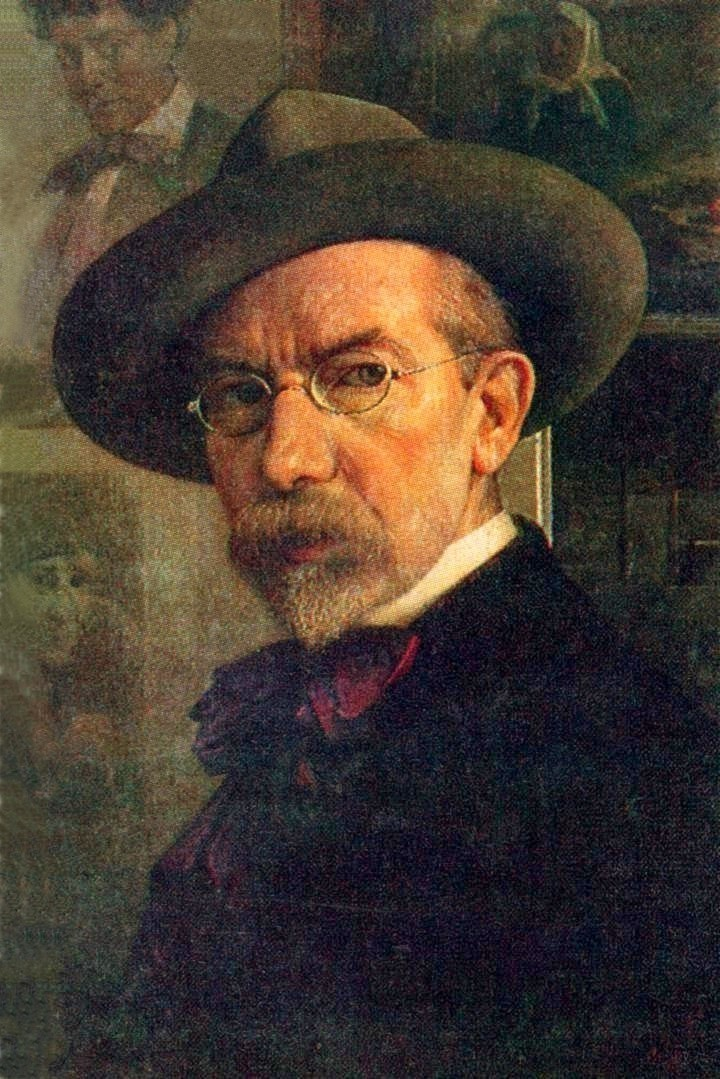
I. Pen. Autoportrait. 1922

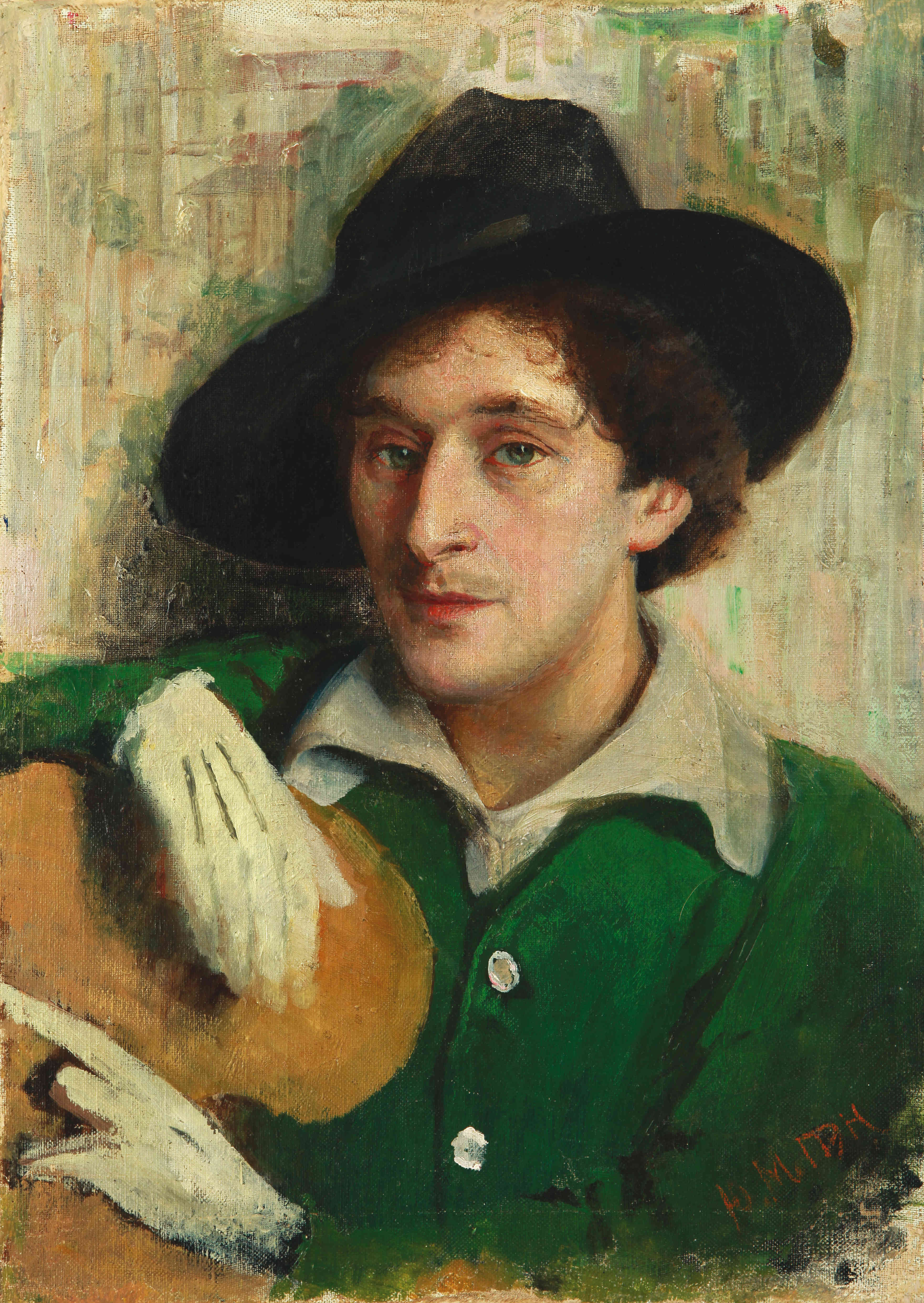
Iouri Pen - Portrait de Marc Chagall 1915

Iouri Moïchevitch Pen est né le 24 mai 1854 (5 juin dans le calendrier grégorien), dans la ville de Novo-Alexandrovsk (devenue Zarasai, en Lituanie).
Devenu orphelin à 13 ans, en 1867, il travailla comme peintre apprenti à Dvinsk (actuellement Daugavpils, en Lettonie). En 1879, il passa le concours d'entrée à l'Académie des Arts de Saint-Pétersbourg. Du fait de sa méconnaissance du russe, il échoua. Il parlait yiddish depuis son enfance et vivait dans la capitale sans autorisation de résidence en tant que juif (il aurait dû y détenir un passeport). En 1881, il sollicita l'autorisation de suivre les cours comme élève libre, puis à partir de mai 1882 comme étudiant. Il étudia avec Pavel Tchistiakov et fréquenta notamment Valentin Serov et Mikhaïl Vroubel. Après avoir terminé l'académie en 1886, il vécut à Daugavpils et à Riga, où il fit la connaissance du baron Nikolaï Korff (ru), qui invitait des amis artistes dans sa propriété de Vitebsk, parmi lesquels Ilia Répine, Julius von Klever et d'autres. Ilia Répine faisait partie du groupe des Ambulants et avait déjà une grande notoriété. Il avait fait de sa superbe propriété le long de la Dvina un lieu de rencontre pour les artistes. Répine adorait Vitebsk et la trouvait aussi belle que Tolède du fait de son allure pittoresque.
En 1891, Iouri Pen s'installa à Vitebsk, attiré par ses nombreux amis, et, après un an, il ouvrit une école privée d'art de la peinture et du dessin, qui exista jusqu'en 1919 — c'était la première école artistique juive en Biélorussie. À Vitebsk, Marc Chagall, adolescent, fréquente l'école créée par Iouri Pen : « Je m'instruisis à peine deux mois dans l'école de Pen à Vitebsk... j'aime Pen... Il vit dans ma mémoire comme mon père ».
Après son séjour à Paris entre 1910 et 1914, son ancien élève Marc Chagall retourna en 1914 à Vitebsk, fut obligé d'y rester du fait de la guerre 1914-1918. C'est de cette époque (1914) que date le portrait de Chagall par Pen. À la fin de 1918 et au début de 1919, Chagall devint l'organisateur de l'École artistique de Vitebsk en tant que « Commissaire des Beaux-Arts pour le gouvernement de Vitebsk ». Chagall assura la réouverture de l'école avec, notamment, Iouri Pen parmi les professeurs. Iouri Pen eut parmi ses élèves Lazar Lissitzky, Abel Pann, Eva Levina-Rosenholz (de), Ossip Zadkine, Marc Chagall et d'autres encore. Entre 1907 et 1914, les expositions d'Iouri Pen et de ses élèves s'étaient poursuivies.
Iouri Pen avait entre dix et vingt-cinq élèves qui restaient entre un et six mois dans son atelier. Son école permettait (grâce à un mécène) à des jeunes, souvent pauvres, d'apprendre les bases du dessin et de la peinture, faute d'entrer dans les grandes académies des capitales. Dans ses tableaux, Iouri Pen montre la vie des juifs pauvres (L'horloger, Le vieux tailleur, Le vieux soldat, Après la grève). Après 1905, des motifs religieux apparaissent dans la peinture de Pen : L'Hébreu, le rabbin, Dernier Chabbat. Durant les années 1920, il crée encore les tableaux : Le cordonnier (1925), Svat (1926), La couturière (1927), Le boulanger (1928).
Les genres de prédilection d'Iouri Pen étaient le portrait et la peinture de genre. Il se voulait proche des masses et réaliste. Il faisait preuve de subtilité et de finesse pour peindre ses portraits, qu'il exécutait dans un style fort académique. C'est cet académisme qui fait que les biographes de Chagall oublient souvent le rôle de ce contact entre maître et élève dans la vie de ce dernier. De son étude de la peinture européenne est restée, dans l'œuvre de Pen, la minutie avec laquelle il peignait les détails et son goût pour le clair-obscur.

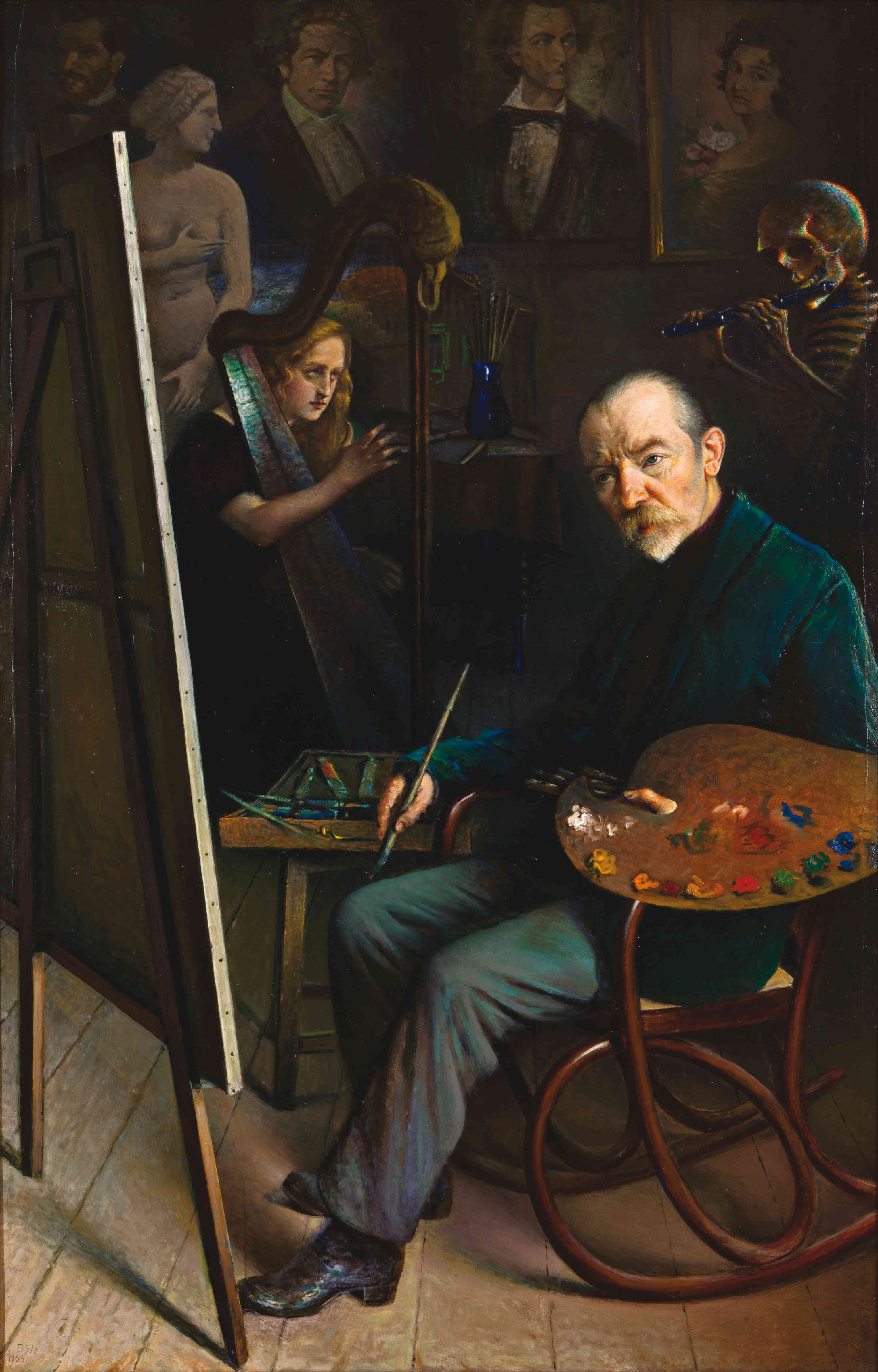
Yehuda Pen Autoportrait avec la Muse et la Mort 1924

Pen a jeté les bases d'une esthétique commune à ses élèves : l'amour de la représentation de Vitebsk, de la vie quotidienne, de la vie dans le Shtetl.
Le peintre fut tué dans sa maison dans la nuit du 28 février au 1er mars 1937. Les circonstances exactes de cette mort n'ont jamais été éclaircies. Pour Jackie Wullschlager (de), auteure d'une biographie de Chagall, le NKVD pourrait être le responsable de l'assassinat de Iouri Pen. Un mois avant sa mort, Chagall lui avait envoyé une courte lettre dans laquelle il émettait le souhait de revoir le vieux maître de son enfance. Pen menait une existence paisible et apolitique. Il avait quatre-vingt-deux ans en enseignait encore dans son style réaliste. Il travaillait depuis vingt-deux ans sous le régime communiste. Mais à cette époque, les Russes ne pouvaient communiquer avec l'étranger, sous peine de persécution à coup sûr. Pen est assassiné en pleine nuit un mois après l'envoi de la lettre de Marc Chagall. Un tribunal fait accuser un neveu, une nièce et un élève de Pen sans convaincre personne. Le crime reste irrésolu à ce jour, mais il est permis de penser que la lettre de Chagall en fut la cause directe. Il était un transfuge trop célèbre pour que l'échange espéré avec son professeur reste impuni.
Il est enterré dans le cimetière Staro-Semionovskoïe (ru) à Vitebsk. Le buste en bronze de la tombe de Pen a été dérobé deux fois.

## Mémoire
- Après la mort d'Iouri Pen, une galerie de ses œuvres fut ouverte à Vitebsk.
- Aujourd'hui, ses œuvres sont conservées à Vitebsk et aussi à Minsk au musée d'État des Beaux-Arts de la République de Biélorussie.
- En 1999 et en 2004, des timbres-poste furent imprimés à son effigie.

## Galerie

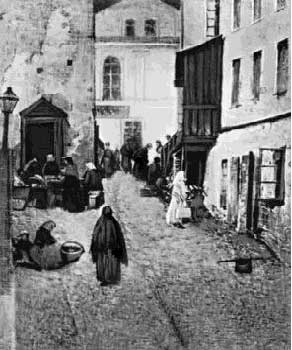
Rue à Vitebsk
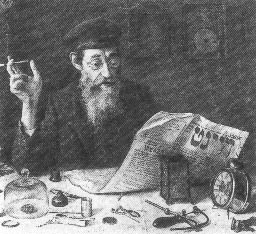
Horloger
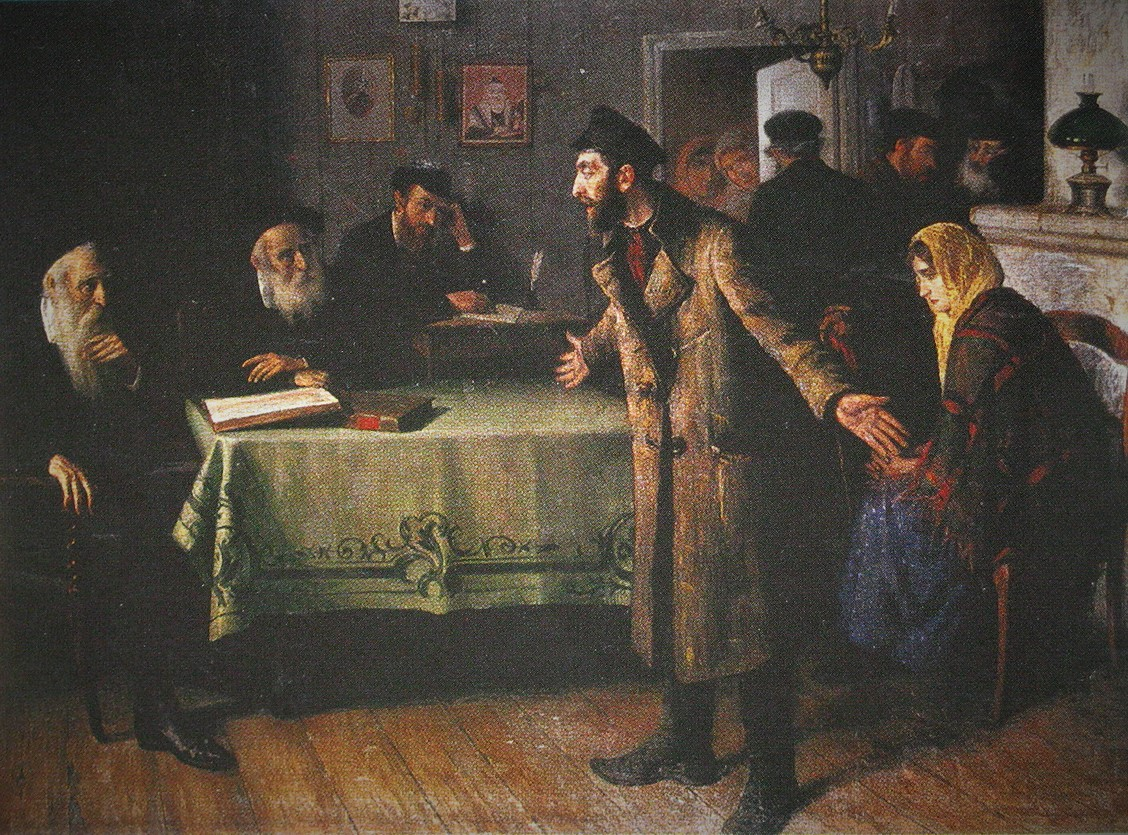
Divorce
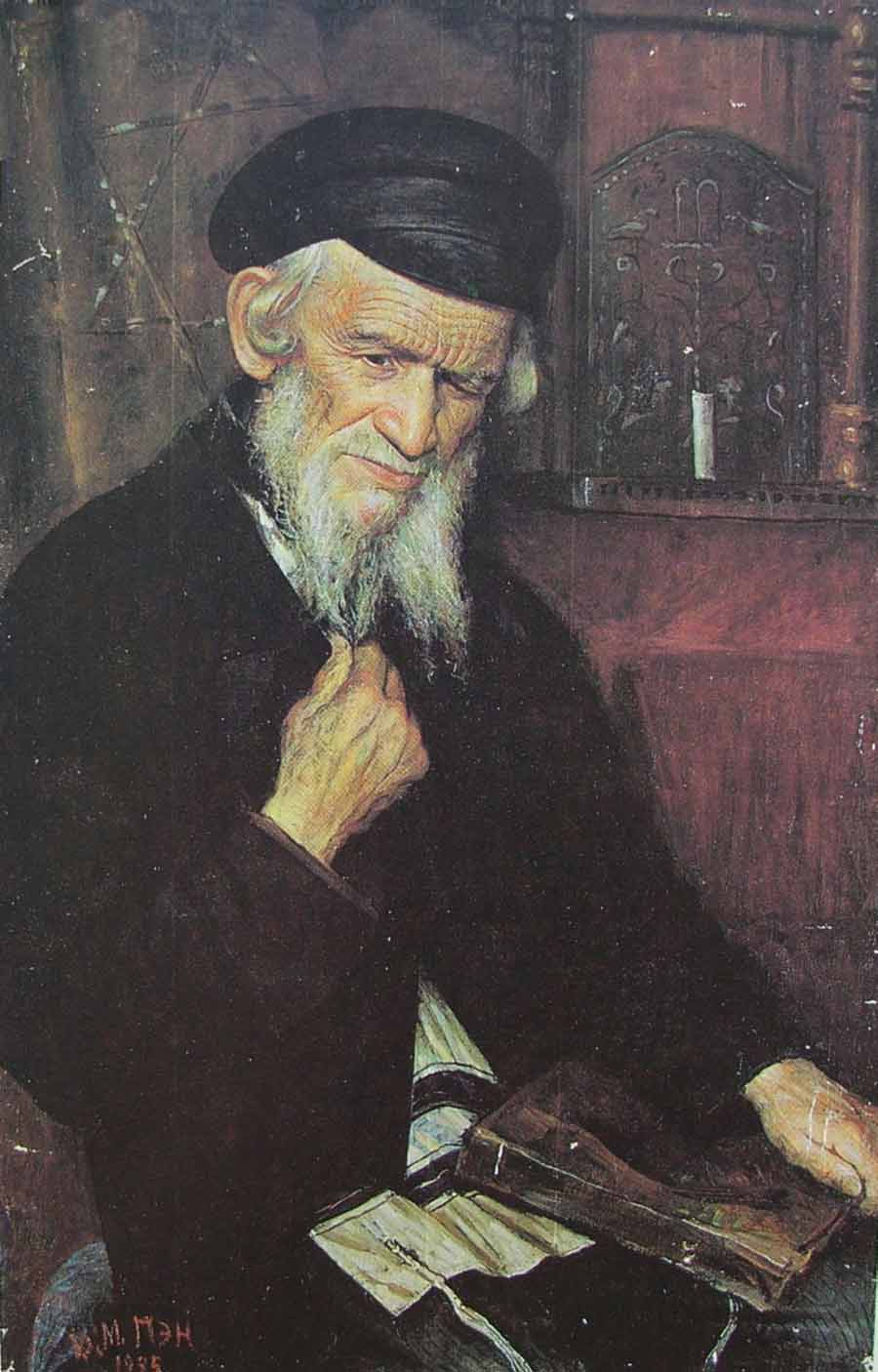
Talmudist